# Specialisterne
|  | Denne artikel er oprettet af botten PalnaBot ud fra en ekstern database. Den kan derfor have sproglige fejl eller mangler. Denne skabelon kan fjernes efter kontrol af indholdet. |

Specialisterne er en dokumentarfilm fra 2009 instrueret af Ulrik Holmstrup efter manuskript af Ulrik Holmstrup.

## Handling
Da Thorkil Sonne får at vide, at hans søn har autisme træffer han et valg. Han siger sit job som it-direktør op og beslutter at opbygge Verdens første firma som udelukkende skal ansætte mennesker med autisme. Deres særlige evner må kunne bruges til noget. Adam Miele er en af de unge derved får en chance på arbejdsmarkedet. Filmen følger gennem tre år Thorkils kamp for at få firmaet "Specialisterne" etableret og Adams kamp for et job.